# G-przestrzeń
G-przestrzeń – najogólniejsza przestrzeń, w której można rozważać istnienie linii geodezyjnych. Wprowadzona do matematyki przez Herberta Busemanna.

## Definicja aksjomatyczna
Aksjomaty G-przestrzeni:
1. Jest przestrzenią metryczną z metryką {\displaystyle xy.}
2. Jest przestrzenią skończenie zwartą, tj. spójny nieskończony zbiór ma przynajmniej jeden punkt skupienia.
3. Dla dwóch różnych punktów {\displaystyle x,z} istnieje różny od nich punkt {\displaystyle y} taki, że {\displaystyle xy+yz=xz,} co oznaczane jest {\displaystyle (xyz).}
4. Dla każdego punktu {\displaystyle p} istnieje liczba dodatnia {\displaystyle p_{p}} taka, że dla dowolnych dwóch różnych punktów {\displaystyle x,y} takich, że {\displaystyle xp<p_{p},yp<p_{p}} istnieje punkt {\displaystyle z} spełniający {\displaystyle (xyz).}
5. Jeśli {\displaystyle (xyz_{1})} i {\displaystyle (xyz_{2})} i {\displaystyle yz_{1}=yz_{2},} to {\displaystyle z_{1}=z_{2}.}